# Ganfer
Ganfer är en ort i Mexiko.   Den ligger i kommunen Imuris och delstaten Sonora, i den nordvästra delen av landet, 1 700 km nordväst om huvudstaden Mexico City. Ganfer ligger 1 006 meter över havet och antalet invånare är 210.
Terrängen runt Ganfer är huvudsakligen kuperad, men den allra närmaste omgivningen är platt. Ganfer ligger nere i en dal som går i nord-sydlig riktning. Runt Ganfer är det mycket glesbefolkat, med 4 invånare per kvadratkilometer. Närmaste större samhälle är Cíbuta, 7,9 km norr om Ganfer. Trakten runt Ganfer består i huvudsak av gräsmarker.